# Altair (collana)
Altair è stata una collana editoriale di fantascienza della casa editrice "Il Picchio" di Milano.
La rivista, diretta da Antonio Bellomi, è uscita a cadenza mensile in soli otto numeri, dall'ottobre 1976 al maggio 1977.
Pubblicava in ogni numero un romanzo e uno o più racconti. Tutte le copertine sono illustrate da Eddie Jones.
Nell'ultimo numero viene annunciato che la rivista cambia nome e viene ribattezzata Spazio 2000, ripartendo dal n. 1.

## Elenco uscite
1. I figli della galassia di Jack Azimov (Luigi Naviglio, Antonio Bellomi)
2. I commandos del tempo di Walter Ernsting
3. L'arma mutante di Murray Leinster
4. La leggenda dei robot di William Voltz
5. Complotto planetario di Poul Anderson
6. Esodo Cosmico di Vargo Statten
7. Universo trappola di Alfred Elton van Vogt
8. I giganti immortali di Hugh Maylon (Ugo Malaguti)